# دانشگاه پلی‌تکنیک بخارست
دانشگاه پلی‌تکنیک بخارست (رومانیایی: Universitatea Politehnica din București) دانشگاه فنی مستقر در بخارست رومانی است، که در سال ۱۸۶۴ تأسیس شد.